# Museu d'Etnografia de Neuchâtel
El Museu d'Etnografia de Neuchâtel (MEN) és un museu suís situat a Neuchâtel. Les seves col·leccions consisteixen en més de 50.000 objectes de totes les regions del món, amb especial atenció a l'Àfrica. El museu és especialment conegut des de la dècada del 1980 per la «museologia de la ruptura», una política expositiva que pretén qüestionar el significat dels objectes i el paper social dels museus.
A partir del 2015, es van dur a terme importants reformes als edificis del museu. Primer es van realitzar a la part històrica i després van continuar amb la sala d'exposicions temporals, que va finalitzar el 2020.
Des del 2017, l'exposició de referència és «La impermanència de les coses», centrada en les col·leccions del museu.

## Història

### Les col·leccions abans de l'establiment del museu
Els primers fons del museu provenen del gabinet d'història natural del general Charles-Daniel de Meuron donat a la ciutat l'any 1795. Aquests fons consisteixen, sobretot, en dues-centes peces etnogràfiques, originàries d'Oceania, Àsia i Àfrica (per ordre d'abundància). Les col·leccions van viatjar diverses vegades durant el segle xix, van ser exposades per primera vegada a la Maison de Charité (actualment seu de l'administració municipal al Faubourg du Lac), on hi van passar més de quaranta anys, tot i que era un edifici inadequat. El 1837, les col·leccions es van traslladar al recentment inaugurat Collège latin. Van romandre fins a l'any 1884 i van créixer amb força durant la segona meitat del segle. Cada cop més estretes (i compartint espai amb les col·leccions d'història natural), les col·leccions etnogràfiques seguiran les de la pintura al flamant «Museu de la Pintura», l'actual Museu d'Art i Història de Neuchâtel.

### El museu sobre el turó Saint-Nicolas
Les col·leccions etnogràfiques van tenir el seu museu dedicat quan, l'any 1902, James-Ferdinand de Pury rep com herència la seva vila al turó de Saint-Nicolas. Després de les renovacions de l'arquitecte Léo Châtelain, el museu d'etnografia va començar oficialment la seva existència independent amb la seva inauguració el 14 de juliol de 1904.
Des de 1904, les col·leccions han continuat creixent gràcies, d'una banda, a les donacions de molts viatgers, comerciants, erudits i missioners de Neuchâtel i, d'altra banda, a les adquisicions d'objectes enviats a Neuchâtel des de l'estranger per expedicions científiques. El museu també acull regals diplomàtics rebuts per Suïssa. Per exemple, una sèrie de nines amb vestits tradicionals de diferents pobles de la Unió Soviètica.
El MEN també ha recollit una col·lecció molt gran d'objectes contemporanis, industrials i de consum quotidià. Aquests objectes formen part de la reflexió de la institució sobre si mateixa i sobre allò que fa que un objecte sigui considerat una peça de museu.

### Els edificis

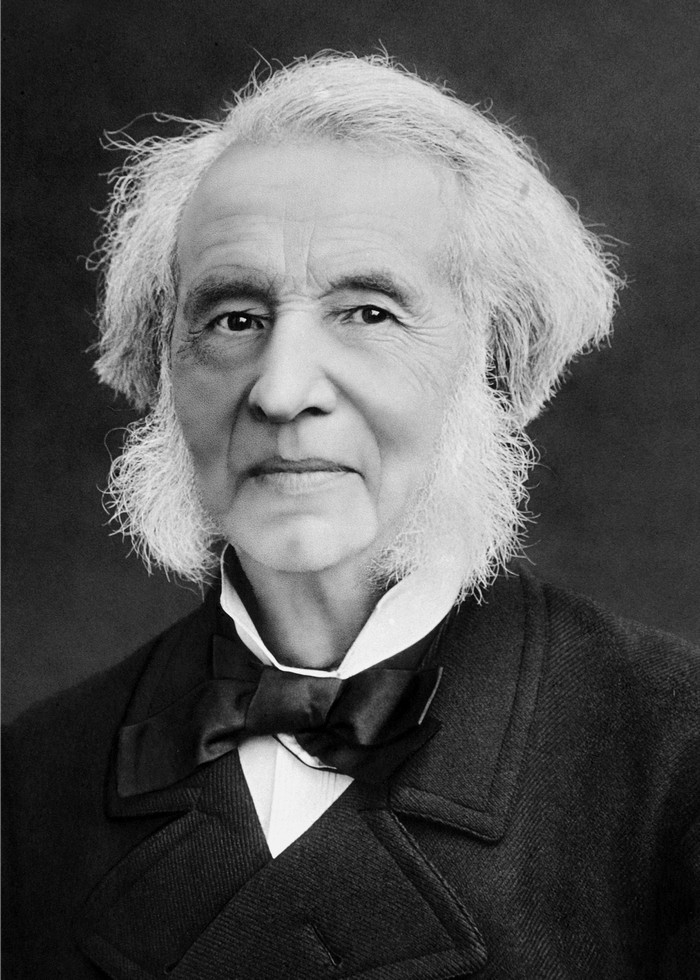
James-Ferdinand de Pury

Amb els anys, dos edificis es van afegir a la Vil·la de Pury i van completar el museu.
En primer lloc, la «Black Box» (Caixa Negra), construïda el 1954-1955 sota l'impuls del director Jean Gabus. Acull exposicions temporals. La seva façana està decorada amb un gran fresc de 166,5 m², «Les conquestes de l'home» (Les conquestes de l'home), pintat per l'artista Hans Erni. El fresc va ser totalment restaurat l'any 1986.
El mateix any es construeix un edifici per a l'Institut d'Etnologia de la Universitat de Neuchâtel que connecta la Vil·la de Pury amb la Black Box. L'institut acull una biblioteca compartida entre el museu i la universitat. L'any 2004, el museu va celebrar el seu centenari amb nombrosos actes.
L'any 2015, el museu va iniciar importants reformes. Inicialment, la Vil·la de Pury va ser reformada i reordenada. Aquesta primera fase va finalitzar amb la inauguració de la nova exposició de referència, «L'impermanence des choses» (La impermanència de les coses). L'obra toca llavors la Black Box que reobre el 2020 amb l'exposició «Le mal du voyage» (El mal del viatge). Les col·leccions que ocupaven el soterrani de la Black Box també es traslladen a un dipòsit exterior al MEN, que permet destinar aquest espai a exposicions. Durant l'any 2023, les col·leccions del MEN (així com les del museu d'història natural, el Museu d'Art i Història i les del jardí botànic) s'incorporaran totes a un edifici dedicat a la seva conservació a Serrières.

## Les exposicions
Des de la dècada del 1980, sota la direcció de Jacques Hainard i després pels seus successors, el MEN ha desenvolupat una «museologia de la ruptura». Els objectes es presenten d'una manera original, sobretot girant-los. Aquesta política expositiva qüestiona la percepció pública de l'objecte, el seu paper i el seu significat al museu. Finalment, també es planteja la qüestió del paper del propi museu.
Des de la construcció de la Black Box a la dècada del 1950, el museu ha exhibit diferents exposicions als seus dos edificis. La vila acull les exposicions de successives referències i se centra tant en les col·leccions com en els temes de la museologia. Per la seva banda, la Black Box acull exposicions temporals. Aquest últim buscarà més aviat desenvolupar un discurs recolzat en una barreja d'objectes de les col·leccions i nous objectes, obtinguts pel museu per a l'ocasió.

### L'exposició de referència:«La impermanència de les coses»
Les exposicions de referència del MEN sempre han tingut les col·leccions al centre de la seva temàtica. Del 2007 al 2012, el museu va presentar una exposició titulada «Retour d’Angola» (Retorn d'Angola). Estudiava la segona missió científica suïssa a Angola realitzada entre 1932 i 1933 i organitzada pel conservador de l'època, Théodore Delachaux. Estudiant directament la seva pròpia història, el museu podria així assenyalar les paradoxes de la pràctica etnogràfica i museística.
Després de la reforma i reorganització de la vila del 2015 al 2017, obre les portes el 25 de novembre de 2017 una nova exposició de referència, «L'impermanence des choses» (La impermanència de les coses). Implica la història de la institució, però també les qüestions que hi ha darrere de les col·leccions i la manera com la nostra visió d'aquests objectes ha evolucionat. El museu es qüestiona molt sobre si mateix i sobre la seva pròpia funció social. També s'evoquen els fantasmes del museu, per exemple mostrant el rastre administratiu d'un objecte robat, rebut pel museu i posteriorment retornat. L'exposició pretén ser modular, amb espais renovables independentment els uns dels altres.

### Les exposicions temporals
Ja en l'època de Théodore Delachaux (en el càrrec de 1921 a 1945), el museu havia començat a presentar exposicions temporals. No obstant això, aquestes últimes s'enlairen realment sota la direcció de Jean Gabus que obtindrà l'addició d'un edifici dedicat a ells. Durant el període Gabus (1945-1978), les exposicions varien entre resultats de missions científiques, temes universals o fins i tot presentacions de col·leccions prestigioses. Després d'ell, les exposicions sota la direcció de Jacques Hainard van consolidar la reputació del MEN com a institució que qüestionava el seu paper com a museu.
El reconeixement del MEN donarà lloc a nombroses exposicions amb un ampli comentari. Durant el període Hainard, podem citar especialment: «Objets prétextes, objets manipulés» (Objectes pretext, objectes manipulats, 1984) i «La grande illusion» (La gran il·lusió, 2000); després sota la direcció de Marc-Olivier Gonseth «La marque jeune» (La marca groga, 2008) i «Helvetia Park» (Parc Suís, 2009).
Més recentment, sota l'actual codirecció, el museu presenta l'exposició temporal «Le mal du voyage» (El mal del viatge, 2020-2021) que ens convida a qüestionar les pràctiques turístiques. Des del juny de 2022, l'exposició temporal és «L'impossible sauvage» (L'impossible salvatge), que explora l'aparent oposició entre el salvatge i el civilitzat així com els límits d'aquestes nocions. Instal·lada en tres nivells a la Black Box, aquesta exposició és la més gran mai creada pel museu.

## El parc
Dissenyat i construït amb la vila a la dècada del 1870, el parc forma part d'un reflex de continuïtat entre la natura i la llar. Està gestionat pels serveis de parcs i passeigs de la ciutat de Neuchâtel. Amb una superfície de 8.000 m², és la llar de molts arbres notables, incloses tres sequoies gegants de més de 30 m d'alçada. Les seves essències, originàries del Nou Món, contribueixen al desig de l'arquitecte de crear una impressió de natura verge que envolta la vila. En no haver vist una reforma completa des de la seva construcció, la ciutat té previst renovar el parc.
Per tal de potenciar aquest espai exterior, el museu ha començat a presentar-hi exposicions temporals. La primera, «Mirages de l'objectif» (Miratges de la lent), està basada en fotografies del grup ètnic Wodaabe fetes per Henry Brandt al Níger l'any 1953. Va començar l'any 2021. És una exposició fotogràfica accessible a qualsevol persona que passi pel parc. També s'exhibeixen de manera permanent diverses obres d'art. Entre aquestes últimes, hi ha un tam-tam portat de l'illa d'Ambrym a l'arxipèlag de Vanuatu, així com un inuksuk, construït el 2019 per Piita Irniq. Per al seu autor, l'inuksuk representa força, supervivència i esperança; ajuda a crear un vincle entre els inuit i la gent de Neuchâtel.

## Personalitats
Abans de la creació del museu, les col·leccions eren gestionades per diferents conservadors, destacant Louis de Coulon (del 1829 al 1894) i Frédéric-Louis de Bosset (del 1886 al 1892). Frédéric DuBois de Montperreux també va col·laborar del 1840 al 1848. Va ser sota la direcció de Charles Knapp que les col·leccions etnogràfiques es van convertir en un museu independent el 1904, del qual Knapp va ser conservador del 1892 al 1921. Théodore Delachaux el va succeir de 1921 fins al 1945. Delachaux va dirigir notablement una expedició etnogràfica a Angola entre 1932 i 1933. Jean Gabus, per la seva banda, va fer expedicions per trobar-se amb els inuit a l'oest de la badia d'Hudson, així com a Àfrica. Va ser director entre 1945 i 1978, seguit de Jacques Hainard de 1980 a 2006, i després per Marc-Olivier Gonseth de 2006 a 2018. Des de llavors, el MEN ha estat codirigit per Grégoire Mayor i Yann Laville.

## Col·leccions
Gràcies a les expedicions realitzades pel museu, a les donacions de diverses personalitats i a les compres del museu, s'han reunit nombroses col·leccions. Sumen més de 50.000 objectes.
- Col·leccions africanes (Angola, Gabon, Mauritània, Sàhara i Sahel).
- Col·leccions americanes.
- Col·leccions àrtiques.
- Col·leccions asiàtiques.
- Col·leccions europees.
- Col·leccions d'Oceania.
- Col·leccions de l'Antig Egipte.
- Col·leccions relatives al so (instruments musicals i arxius sonors).
- Col·leccions de fotografies.
- Col·leccions de pel·lícules.

## Galeria d'imatges

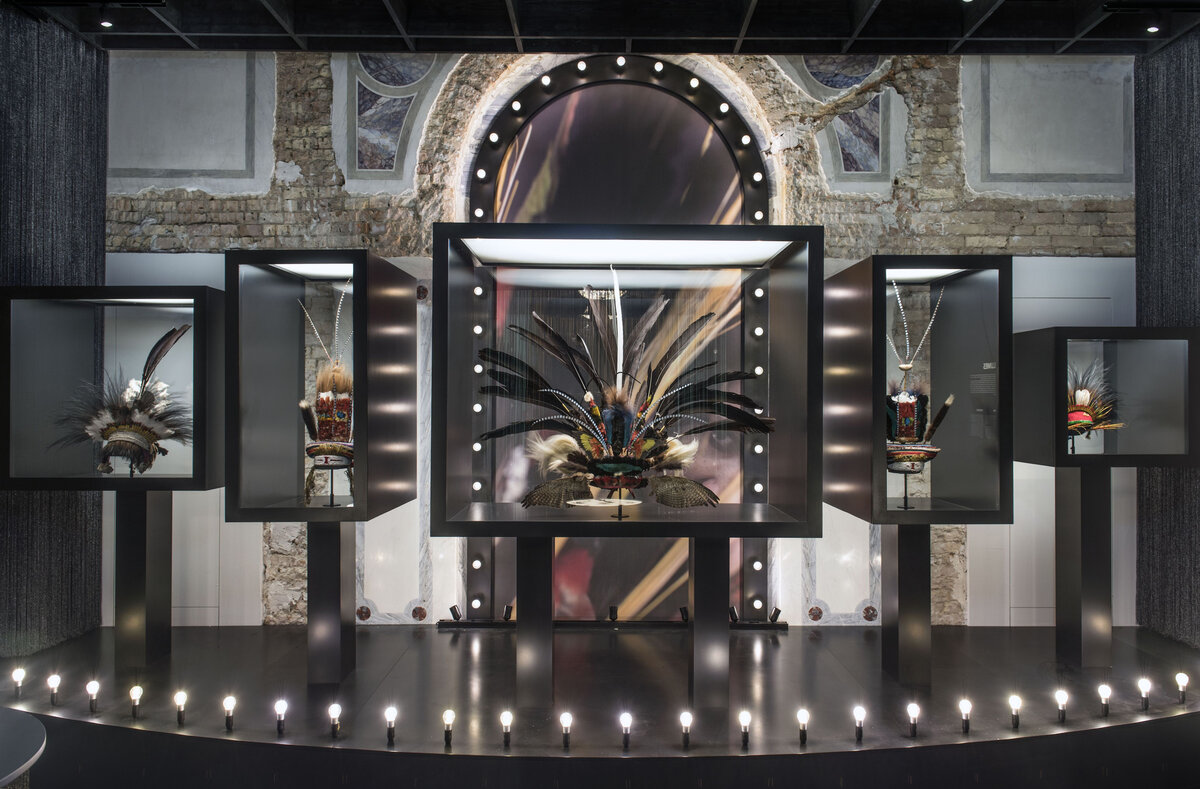
L'espai Plumes
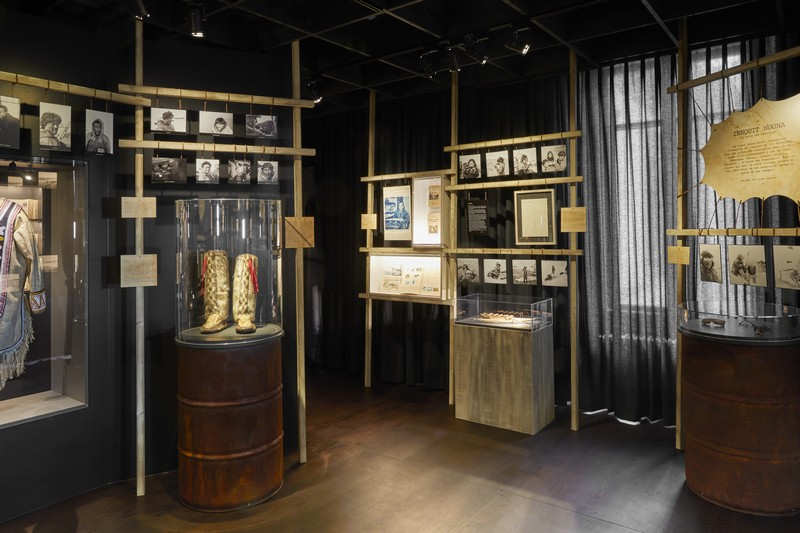
L'espai Ichoumamini
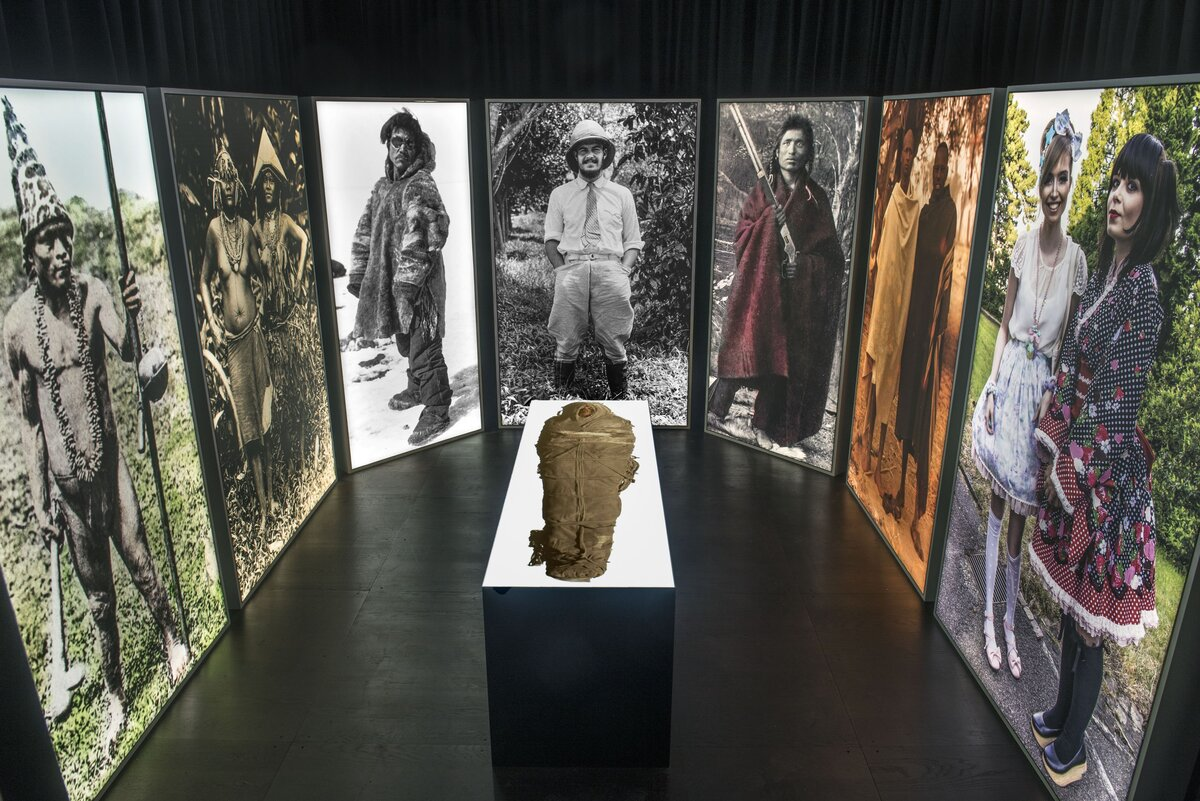
La primera sala Au-delà